# Emilio Bonifacio
Emilio Jose Bonifacio (ur. 23 kwietnia 1985) – dominikański baseballista występujący na pozycji zapolowego, drugobazowego i trzeciobazowego.

## Przebieg kariery
Bonifacio podpisał kontrakt w 2001 roku jako wolny agent z Arizona Diamondbacks i początkowo grał w klubach farmerskich tego zespołu, między innymi w Mobile Bay Bears, reprezentującym poziom Double-A. W Major League Baseball zadebiutował 2 września 2007 w meczu przeciwko Colorado Rockies jako pinch runner. W lipcu 2008 został oddany do Washington Nationals, zaś listopadzie 2008 przeszedł do Florida Marlins.
W listopadzie 2012 w ramach wymiany zawodników przeszedł do Toronto Blue Jays, podpisując roczny kontrakt wart 2,6 miliona dolarów. W sierpniu 2013 przeszedł do Kansas City Royals. 15 lutego 2014 podpisał niegwarantowany kontrakt z Chicago Cubs. 30 marca 2014 został włączony do 40-osobowego składu na występy w MLB.
31 lipca 2014 w ramach wymiany zawodników przeszedł do Atlanta Braves, zaś w styczniu 2015 podpisał roczny kontrakt z Chicago White Sox.
18 grudnia 2015 związał się roczną umową z Atlanta Braves.